# アンナ・ガヴァルダ

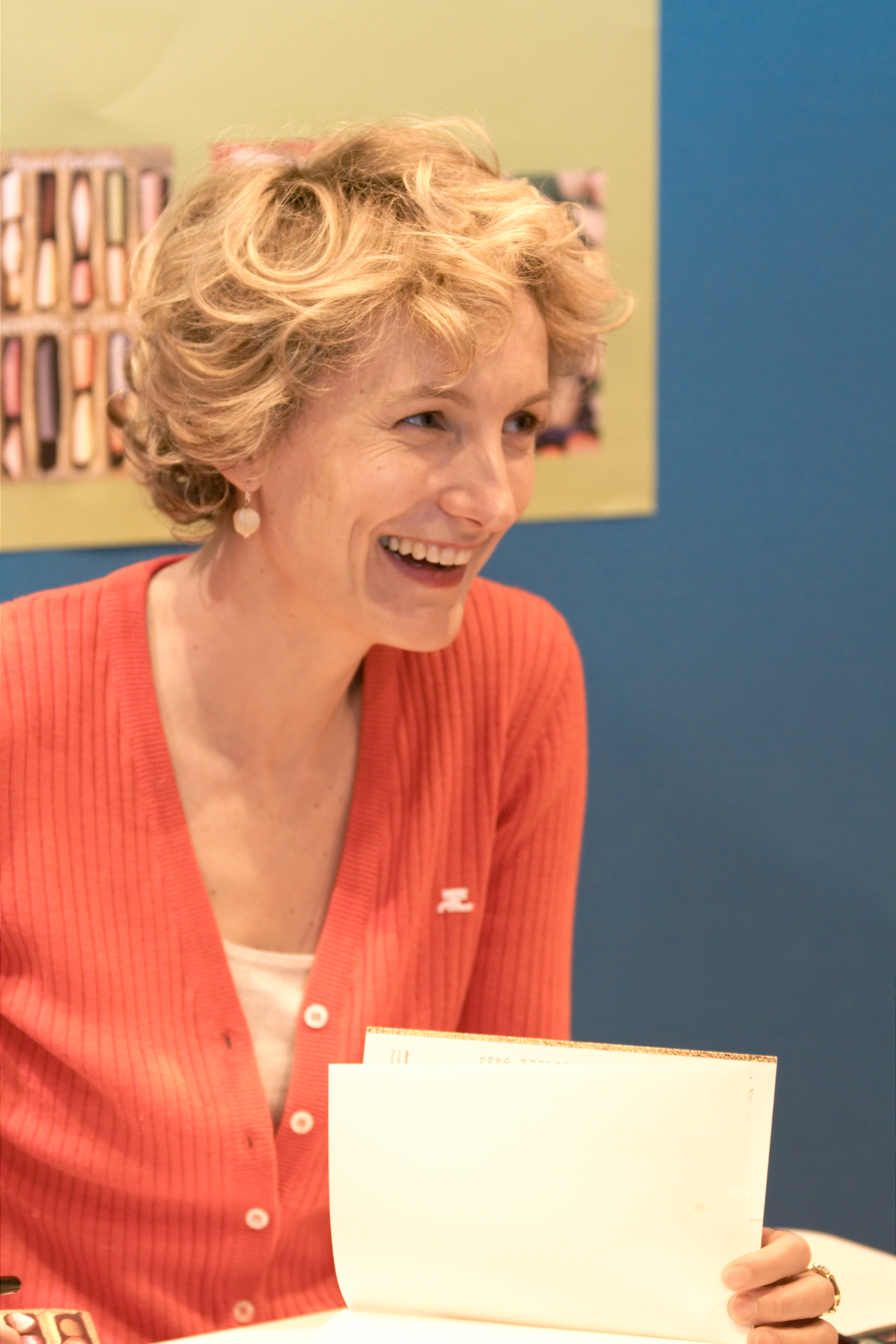
Anna Gavalda.

アンナ・ガヴァルダ（Anna Gavalda、1970年12月9日 - ）は、フランス中北部ブローニュ＝ビヤンクール出身の小説家。1999年の短編集『泣きたい気分』でRTL-Lire文学賞（fr:Grand Prix RTL-Lire）を受賞した。

## 主な作品
- 泣きたい気分 Je voudrais que quelqu'un m'attende quelque part （1999年） - 短編集
- L'Échappée belle （2001年）
- トトの勇気 35 kilos d'espoir （2002年） - 児童文学
- ピエールとクロエ Je l'aimais （2003年）
- 恋するよりも素敵なこと―パリ七区のお伽話 Ensemble, c'est tout （2004年）
- A leurs bons cœurs （2005年）
- La Consolante （2008年）

## 映像化作品
- 幸せになるための恋のレシピ Ensemble, c'est tout （2007年）
『恋するよりも素敵なこと―パリ七区のお伽話』の映画化
監督：クロード・ベリ／出演：オドレイ・トトゥ、ギヨーム・カネ
第33回（2007年度）セザール賞 新人男優賞（ロラン・ストーケル） 受賞／助演男優（ロラン・ストーケル）・脚色賞 ノミネート
- Je l'aimais （2009年）
『ピエールとクロエ』の映画化
監督：ザブー・ブライトマン／出演：ダニエル・オートゥイユ、マリ＝ジョゼ・クローズ
第35回（2009年度）セザール賞 新人女優賞（フロランス・ロワレ＝カイユ） ノミネート